# Palazzo Romagnoli (Forlì)
Der Palazzo Romagnoli, auch Palazzo Romagnoli-Reggiani, ist ein Palast aus dem 19. Jahrhundert im historischen Zentrum von Forlì in der italienischen Region Emilia-Romagna. Er liegt an der Via Albicini 12. Heute ist dort ein Museum untergebracht.

## Geschichte
Der Palast ist nach der Familie Romagnoli benannt, die ihn durch Gruppierung einiger bereits existierender Gebäude, die architektonisch vereinigt wurden, schaffen ließ.
Die Romagnolis sind eine alte Patrizierfamilie aus Forlì, die im 15. Jahrhundert nach Cesena übersiedelte, wo man ebenfalls einen Palazzo Romagnoli findet.
1806 wurde Lorenzo Romagnoli zum Präfekten von Forlì in der Zeit der Herrschaft von Napoleon ernannt, was den Romagnolis die Möglichkeit eröffnete, in die Stadt ihres Ursprungs zurückzukehren. Romagnoli wollte einen Palast, der seinem sozialen Status entsprach.
Girolamo Lorenzo Reggiani heiratete die letzte Erbin der Romagnolis, Virginia, und ergänzte so seinen Nachnamen zu Reggiani Romagnoli. So hieß der Palast auch „Palazzo Romagnoli-Reggiani“.
1965 verkaufte die Familie den Palast an die Stadt Forlì. Er wurde der neue Sitz des Militärbezirks Forlì, zu dem neben der Provinz Forlì auch das Territorium von Rimini und die Provinz Pesaro-Urbino für die Wehrpflichtuntersuchungen gehören.

## Innenräume
Bemerkenswert ist die Monumentaltreppe, die den Zugang zum ersten Obergeschoss vermittelt.
Die Dekorationen der Räume, sowohl im Erdgeschoss als auch im ersten Obergeschoss, sind größtenteils der Werkstatt von Felice Giani zuzuschreiben.
Während der Militärverwaltung fanden die künstlerischen Schönheiten des Palastes keine Verwendung.

## Museum
Den Palast, der zu Fuß nur eine kurze Strecke von den Musei di San Domenico entfernt liegt, bestimmte die Stadt nach dem Ende der Militärverwaltung zum Standort eines Kunstmuseums. Insbesondere wurden dort nach der Restaurierung die öffentlichen Sammlungen des 20. Jahrhunderts untergebracht, darunter auch die wertvolle Collezione Verzocchi über das Thema „Arbeit“, die im Erdgeschoss untergebracht ist.
Im ersten Obergeschoss dagegen werden Werke verschiedener Genres gezeigt, darunter Ölgemälde und Stiche von Giorgio Morandi (Teil der Stiftung Righini), Skulpturen von Adolfo Wildt aus der Sammlung von Raniero Paulucci de’ Calboli und La grande Romagna.